# Сомнамбула (опера)
Сомна́мбула (итал. La sonnambula) — мелодрама в двух актах итальянского композитора Винченцо Беллини. Итальянское либретто Феличе Романи по мотивам пантомимы-балета Эжена Скриба и Жан-Пьера Омера «Сомнамбула, или Приезд нового сеньора». Премьера состоялась 6 марта 1831 года в Милане в театре Каркано.

## История создания

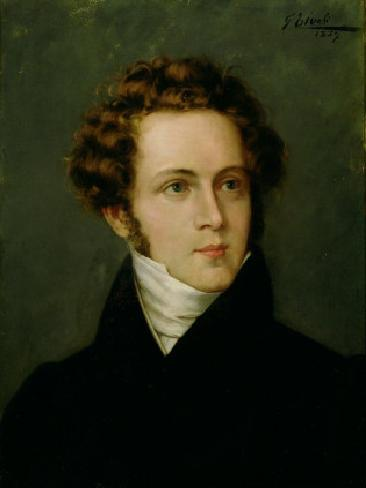
Винченцо Беллини

Опера была написана на вилле Роккабруна.
Премьера состоялась 6 марта 1831 года в Милане в театре Каркано. В 1830—1834 гг. Михаил Глинка совершал своё первое путешествие в Европу, посетив Германию и остановившись затем в Милане. Присутствовавший на миланской премьере, композитор так описывал свое впечатление: «В конце карнавала наконец явилась всеми ожидаемая „Sonnambula“ Беллини. Несмотря на то что она появилась поздно, невзирая на завистников и недоброжелателей, эта опера произвела огромный эффект. В немногие данные до закрытия театров представления Паста и Рубини, чтобы поддержать своего любимого маэстро, пели с живейшим восторгом: во втором акте сами плакали и заставляли публику подражать им, так что в веселые дни карнавала видно было, как в ложах и креслах беспрестанно утирали слезы».

## Действующие лица

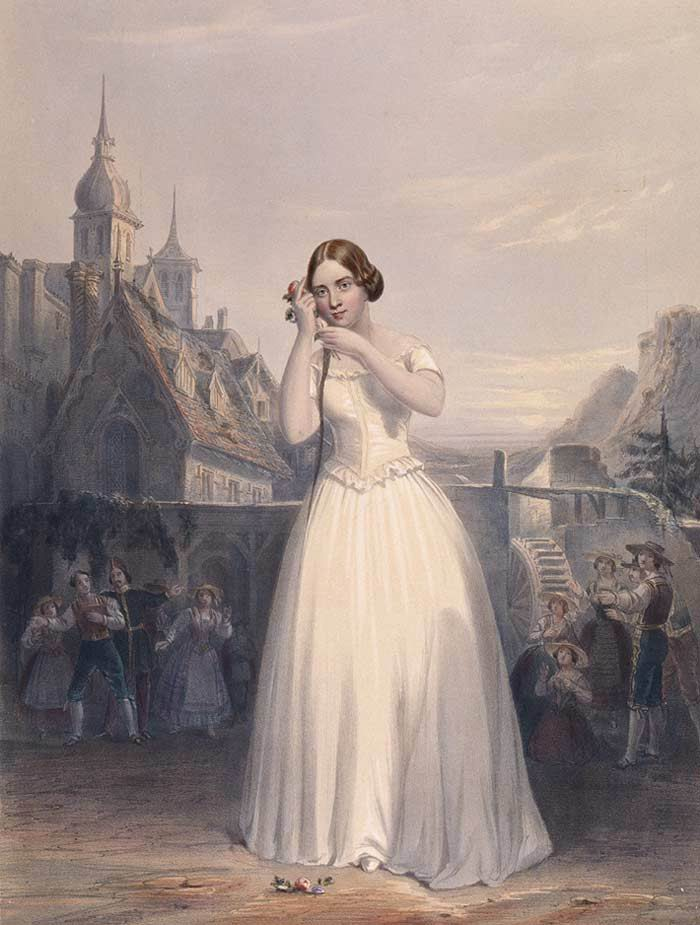
Дженни Линд в роли Амины

| Граф Родольфо, местный сеньор | бас           |
| Тереза, мельничиха            | меццо-сопрано |
| Амина, её приёмная дочь       | сопрано       |
| Эльвино, крестьянин           | тенор         |
| Лиза, хозяйка гостиницы       | сопрано       |
| Алессио, её любовник          | бас           |
| Нотариус                      | тенор         |
| Крестьяне                     |               |

## Либретто
Действие происходит в сельской Швейцарии.

### Акт первый. Сцена первая. Горная деревушка. Возле мельницы
Крестьяне веселятся по случаю свадьбы Эльвино и приёмной дочери мельничихи Амины. Все радуются. Во главе хора весельчак Алессио. Не по душе свадьба только хозяйке гостиницы Лизе. Она сама влюблена в Эльвино и, несмотря на любовную связь с Алессио, охотно вышла бы замуж за Эльвино. Мельничиха Тереза выводит Амину. Алессио и крестьяне поздравляют её. Приходит нотариус, который должен заключить контракт. Наконец появляется и жених — Эльвино. Он надевает невесте на палец кольцо. Внезапно появляется незнакомец. Он едет в замок, но из-за плохой дороги и приближающейся ночи должен заночевать в деревне. Лиза и Тереза объясняют ему, что он попал на свадьбу. Незнакомец (а это граф Родольфо) присоединяется к веселящимся крестьянам, отпускает комплименты невесте. Тереза рассказывает, что в деревне появилось привидение, которое бродит с наступлением темноты. Напуганные крестьяне расходятся. Лиза ведёт Родольфо в гостиницу. На улице остаются Амина и Эльвино. Эльвино осыпает невесту упреками за то, что та принимала ухаживания незнакомца. Амина успокаивает его. Объяснение заканчивается поцелуями и клятвами в вечной любви и верности.

### Акт первый. Сцена вторая. Комната Родольфо в гостинице

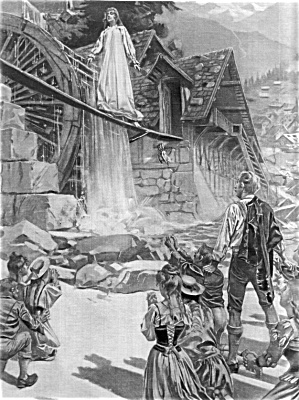
Сцена из оперы

Лиза сообщает Родольфо, что его инкогнито раскрыто, и крестьяне сейчас придут приветствовать своего сеньора. Лиза уходит, уронив платок, который Родольфо поднимает и кладет на спинку кровати. Внезапно открывается окно и появляется женщина в белом платье. Это Амина. Она ведёт себя странно, ищет Эльвино. Родольфо понимает, что перед ним сомнамбула, которая ходит и разговаривает во сне. Теперь ему понятны страхи крестьян и слухи о привидении. Разговор Амины и Родольфо слышит Лиза, она решает позвать Эльвино. Тем временем Амина ложится на кровать Родольфо и отключается. Родольфо, зная, что сомнамбул опасно внезапно будить, гасит свет и выходит. Крестьяне во главе с Алессио входят в комнату, но, заметив на кровати женщину, хотят уйти. Тут вбегает Лиза с Эльвино. Она зажигает свет и безжалостно будит Амину. Та не может понять, где она находится. Эльвино упрекает Амину в измене. Все крестьяне также поддерживают его. Амина падает без сознания. Только Тереза остаётся с нею.

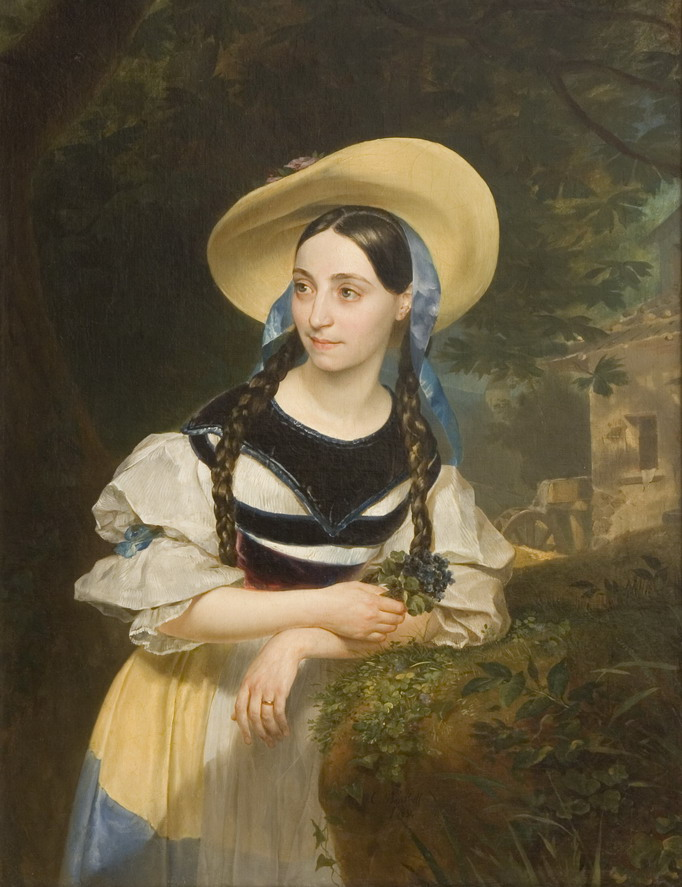
Карл Брюллов. Портрет Фанни Персиани-Такинарди в роли Амины в опере Беллини «Сомнамбула». 1834

### Акт второй. Сцена первая. Дорога из деревни в замок
Крестьяне решили пойти к графу, чтобы он засвидетельствовал виновна или нет Амина. Среди них Амина и Тереза. По пути они встречают Эльвино. Он не желает слушать ничьих объяснений, срывает с руки Амины кольцо и убегает.

### Акт второй. Сцена вторая. Возле мельницы
Лиза объявляет Алессио, что она выходит за Эльвино. Появляется Эльвино. Он решил жениться на Лизе от отчаяния. Входит Родольфо. Граф пытается вразумить Эльвино: объясняет, что Амина сомнамбула, но Эльвино не понимает слов графа и не желает его слушать. Из дома мельничихи выходит Тереза, она просит не шуметь, так как несчастная Амина только что уснула. Тереза отдает Лизе платок, который та оставила на постели графа. Эльвино возмущен: значит и Лиза тоже изменяла ему с графом. Родольфо пытается объясниться. В этот момент из окна мельницы выходит вся в белом Амина. В состоянии сомнамбулизма она ступила на хрупкий мостик, который ведёт через горный поток на другой берег, под ним крутится мельничное колесо. Все в ужасе замерли — один неверный шаг и девушка погибнет. Тем не менее сомнамбула благополучно переходит на другой берег. Она опускается на колени, молится и жалуется на жениха, который не поверил ей, хотя она чиста и невинна. Эльвино подходит к Амине и надевает ей на палец кольцо. Амина просыпается. Вокруг неё радостные лица. Теперь её ожидает любовь и счастье.